# Oppidum du Castellier
L'oppidum du Castellier est le site archéologique identifié comme le principal oppidum des Lexoviens à l'époque de la Gaule indépendante, dans le département actuel du Calvados, région Normandie, en France. 
Identifié dans le premier tiers du XIXe siècle sur les communes actuelles de Saint-Désir et Saint-Pierre-des-Ifs, le site n'est que très partiellement fouillé au début du XXIe siècle.

## Contextes

### Géographie

Site antique de Lisieux.

L'oppidum est situé à 3 km au sud-ouest de Lisieux, sur un plateau bordé par la Vie et la Touques. Deux ruisseaux ont leur source sur l'oppidum.
Le site est protégé naturellement sur ses côtés sud-ouest, sud et nord. L'oppidum domine une ancienne route menant à Jort.

### Histoire: les Lexoviens
Le territoire des Lexoviens occupe le territoire du pays d'Auge, entre la Dives et la Risle. L'établissement principal des Lexoviens s'est déplacé, même si le site de l'actuelle ville de Lisieux est occupé dès l'époque gauloise, selon les observations faites lors des déblaiements ayant suivi les bombardements de 1944,.
Le rempart est daté de la période de La Tène D.
Le site est peut-être évoqué par Jules César dans son ouvrage, les Commentaires sur la guerre des Gaules (III,173), à propos de la campagne de Publius Crassus en 56 av. J.-C. : les habitants auraient massacré « leurs sénateurs » et fermé les portes de leur ville, quand ils rejoignent les Vénètes lors de leur révolte. Les sénateurs auraient été pro-romains.
Le nom de la ville était peut-être selon Patrice Lajoye Rotomagus, déduction faite d'une ferme située non loin de là et qui se nomme Ferme de Rome.

## Histoire du site

### Histoire du site dans l'Antiquité
Le site occupé est une « rupture de pente naturelle ». Une couche de sédiment est installée avant la construction du talus. L'installation date peut-être de La Tène D1 et l'« extension maximale » de La Tène finale.
Le fer utilisé pour la construction a sans doute été forgé sur place, comme en témoignent des scories et un élément de forge. Des vestiges datés de La Tène finale sont retrouvés dans les fouilles des années 2000, livrant une densité de vestiges.
Du mobilier daté du Ier siècle a été retrouvé sur le site, mais en très faible quantité. Des tessons de céramique de type Dressel 1 ou gréco-italique sont retrouvés.
Le site décline dès l'époque augustéenne du fait de la création de la nouvelle cité de Noviomagus Lexoviorum, même si le site de cette dernière semble occupé dès l'époque gauloise,.
Le site de l'oppidum est en partie démantelé dès le règne d'Auguste. Une villa s'installe sur une parcelle au cours du Ier siècle. Un établissement de la fin du Ier siècle est fouillé en 2007 par Nicola Coulthard, ainsi que des structures d'une construction augustéenne.

### Histoire du site depuis la fin de l'Antiquité

#### Époques médiévale et moderne
Le rempart est aplani pour améliorer la mise en culture.
Un four de tuilier d'époque médiévale ou moderne est retrouvé lors des fouilles.
Au centre de l'oppidum se trouve la Ferme de la Motte, ensemble de constructions du XVIe siècle.

#### Recherches archéologiques
Le site est identifié par Arcisse de Caumont en 1831, puis Mortimer Wheeler comme « principal oppidum des Lexoviens ». Louis de Neuville explore le site à la fin des années 1870 et fait des observations lors de destructions du rempart.
Des relevés sont effectués sur le site en 1996 et des coupes du rempart réalisées en 2005 sur la section du secteur ouest et en 2006 au nord de l'oppidum. Aucun vestige gaulois n'a été découvert sur le site avant les recherches des années 2000, cependant des éléments gallo-romains ont été découverts dans deux champs en 2004.
Deux campagnes de prospection géophysique ont lieu en 2004 et 2005 sur une superficie de 13 ha. Des sondages éloignés de plus de 500 m ont été réalisés en 2006, permettant de retrouver entre autres des trous de poteaux. Les fouilles ont mis au jour des céramiques du second âge du fer peut-être produite sur place. Une quatrième campagne a eu lieu en 2007, deux secteurs de 500 m2 étant fouillés. Une tombe à incinération a été retrouvée et également une inhumation, mais les ossements avaient disparu.

## Description du site
L'oppidum occupe une surface de 167 ha même si Florence Delacampagne évoque une superficie de 200 ha. L'état de conservation du rempart est très inégal, parfois arasé parfois conservé sur une hauteur de 5 m.
L'oppidum est protégée par des vallées sauf au nord du site occupé par un fossé et un rempart.
Le rempart est conservé sur « plusieurs kilomètres de long ».
Une section du rempart est conservée sur sa façade ouest, en particulier au lieu-dit La place de la guerre. Les observations du XIXe siècle amènent à identifier un rempart en murus gallicus, de même que certains indices issus des fouilles des années 2000.
Le rempart de La place de la guerre conservé s'élève à environ 2 m et comporte un fossé large de 6 m. Sur la façade nord le rempart n'est conservé que sur une hauteur inférieure à 1 m.
Le talus, observé en 2005 et large de 11 m, comportait beaucoup de charbon de bois, de l'argile, ainsi que des éléments de fer et quelques rares traces de poutres de bois. Le rempart comportait peut-être un parement de pierres de silex, déduit de la présence d'éboulis.
Mortimer Wheeler identifie une porte à l'ouest du site.
L'organisation de l'oppidum n'est pas connue, cependant un axe antique nord-ouest sud-est a pu être mis en évidence, longeant l'actuel ruisseau de La Motte.
Les fouilles de 2007 mettent en évidence des structures gauloises. L'espace intérieur de l'oppidum est compartimenté au moyen de fossés.

## Interprétation
Le site occupe lors de la période de La Tène finale une superficie de plus de 10 ha, de ce fait « l'attribution de ce site comme chef-lieu des Lexoviens est plausible » selon Pierre Giraud.
La présence de céramique d'importation permet selon le fouilleur d'identifier Le Castellier comme « un des sites de Basse Normandie comptant le plus grand nombre de ce type de matériel d'importation ».
Des structures destinées au stockage de céréales ont été trouvées, avec des greniers. Des éléments liés à l'artisanat du fer ont été retrouvés ainsi qu'un autre artisanat non identifié.

#### Ouvrages généraux
- Stephan Fichtl, « Murus et pomerium : réflexions sur la fonction des remparts protohistoriques », Revue archéologique du centre de la France, no 44,‎ 2005, p. 55-72.
- Stephan Fichtl, « Oppidum », L'Archéologue, no 108,‎ 2010, p. 12-17.
- Stephan Fichtl, « Architecture et fonctions des remparts celtiques », L'Archéologue, no 108,‎ 2010b, p. 18-25.
- Venceslas Kruta, Les Celtes histoire et dictionnaire : Des origines à la romanisation et au christianisme, Paris, Robert Laffont, coll. « Bouquins », 2001 (ISBN 978-2-221-05690-5).
- Sabatino Moscati, Les Celtes [exposition, Venise, Palazzo Grassi, 1991], Paris, EDDL, 2001, 711 p. (ISBN 2-237-00484-6).

#### Ouvrages sur l'oppidum ou les Lexoviens dans l'Antiquité
- François Cottin, « Noviomagus Lexioviorum des temps les plus anciens à la fin de l'époque romaine », Bulletin de la Société des antiquaires de Normandie, vol. LIII, nos 1955-1956,‎ 1957, p. 169-196. (tiré à part édité à Lisieux en 1957, 31 p.)
- Florence Delacampagne, Carte archéologique de la Gaule, 14. Le Calvados, Paris, Éd. de la Maison des sciences de l'homme, 1990 (ISBN 2-87754-011-1). .
- Elisabeth Deniaux, Claude Lorren, Pierre Bauduin et Thomas Jarry, La Normandie avant les Normands, de la conquête romaine à l'arrivée des Vikings, Rennes, Ouest-France, 2002.
- Pierre Giraud, « L’oppidum du “Castellier” à Saint-Désir/Saint-Pierre-des-Ifs (14) », Bulletin de l’Association française pour l’étude de l’âge du fer, no 25,‎ 2007, p. 21-24 (lire en ligne). .
- Pierre Giraud et Fabien Delrieu, « Présentation du P.C.R. sur les sites fortifiés protohistoriques de hauteur de Basse Normandie », Bulletin de l’Association française pour l’étude de l’âge du fer, no 26,‎ 2008, p. 21-22 (lire en ligne). .
- Pierre Giraud et Nicola Coulthard, « Saint-Désir – Oppidum du Castellier », ADLFI. Archéologie de la France - Informations,‎ 2007 (lire en ligne).
- Patrice Lajoye, Religions et cultes à Lisieux (Normandie) dans l'Antiquité et au haut Moyen Âge, 2012. .
- Anthony Lefort, Cyril Marcigny et Patrice Méniel, « L’occupation militaire romaine préaugustéenne du mont Castel à Port-en-Bessin-Huppain et Commes (Calvados) », dans Michel Reddé, L’armée romaine en Gaule à l’époque républicaine. Nouveaux témoignages archéologique, 2018, p. 207-248.
- Claude Lemaître, « Lisieux dans l'Antiquité », Art de Basse-Normandie, nos 89-90-91,‎ 1984-1985, p. 12-29. .
- Philippe Lannier, « Les voies de communication antiques de la cité des Lexovii », Annales de Normandie, no 3,‎ 1985, p. 207-227 (lire en ligne, consulté le 17 mars 2024).
- M. Paillard, « Un suburbium à Lisieux », Dossiers d'Archéologie, no 237,‎ 1998, p. 52-57.
- Pierre Giraud et Cyril Marcigny, L’âge du Fer en Basse-Normandie-Gestes funéraires en Gaule au Second-Âge du Fer, vol. I,II, Besançon, Presses universitaires de Franche-Comté, 2011, 693 p. (ISBN 978-2-84867-314-1, lire en ligne), « Les sites fortifiés de hauteur de La Tène finale en Basse-Normandie », p. 73-94